# Generative Textproduktion
Die Generative Textproduktion ist eine von Gerlind Belke entwickelte methodische Grundlage für den Deutschunterricht in mehrsprachigen Lerngruppen.

## Methodik
Auf der Basis vorgegebener poetischer Texte generieren die Kinder eigene Texte. Die Textstruktur wird durch die Ersetzung (Substitution) einzelner Elemente so variiert, dass neue Texte entstehen. Die zu ersetzenden Elemente werden gemeinsam erarbeitet und anschließend von den Kindern als Bausteine für ihre eigene, individuelle Textproduktion genutzt. Auf diese Weise können Kinder mit unterschiedlichen sprachlichen Voraussetzungen nicht nur grammatisch richtige, sondern meist auch fantasievolle und ästhetisch ansprechende Texte produzieren und dabei ihre eigene Erfahrungs- und Erlebniswelt einbringen:
Text 1: Susanne Stöcklin-Meier

Ein Huhn, das fraß, man glaubt es kaum,

ein Blatt von einem Gummibaum.

Dann ging es in den Hühnerstall

und legte einen Gummiball.

Text 2: Ursula Wölfel

Komm, wir kehren die Straße

mit dem großen Besen.

Dann finden wir sieben Sachen:

Einen alten Fahrschein,

einen krummen Nagel,

eine Vogelfeder,

einen grünen Pfennig,

ein Bonbonpapier,

eine Spiegelscherbe,

und vielleicht,

und vielleicht

einen goldenen Knopf für deine Jacke!
Text 1a: Schülervariante

Ein Hund, der fraß, man glaubt es kaum,

einen Knochen von einem Knochenbaum

Dann ging er in die Hundehütte

und nagte an dem Hundeknochen.

Text 2b: Schülervariante (unveröffentlicht):

Komm, wir kehren das Fußballstadion

mit dem großen Besen.

Dann finden wir sieben Sachen:

Eine zersplitterte Flasche,

einen ausgeschlagenen Zahn,

ein großes Fußballbuch

ein zerfetztes Trikot,

eine ölige Chipstüte

ein rotes Fankissen

und vielleicht,

und vielleicht

schießt Totti einen neuen schönen Ball zu mir!
Die grammatischen Phänomene in den Texten werden nicht explizit thematisiert, sondern implizit erworben, indem die sprachlichen Mittel für den zu schreibenden Text bereitgestellt und genutzt werden und indem sowohl die Basistexte als auch die von den Kindern entwickelten Texte häufig wiederholt werden: Sie werden vorgelesen, im Chor gesprochen, gesungen, auswendig gelernt und vorgetragen, ggf. auch aufgeschrieben und in Textsammlungen veröffentlicht. Mit Text 1 wird die Beziehung zwischen dem bestimmten und unbestimmten Artikel und die Ersetzung des Nomens durch das zugehörige Pronomen, mit Text 2 die Deklination der Nominalgruppe (Artikel, Adjektiv, Nomen) im Akkusativ geübt.
Die Methode der generativen Textproduktion verbindet die für alle Kinder notwendigen Übungen zum Erwerb der Schriftsprache mit zwei weiteren Bereichen des Deutschunterrichts, dem produktiven Umgang mit Literatur und dem kreativen Schreiben. Mit der generativen Textproduktion wird die übliche Trennung zwischen Sprach- und Literaturunterricht, zwischen Deutsch als Muttersprache und Deutsch als Zweit- und Fremdsprache überwunden. Die Methode wurde Anfang der 1980er Jahre entwickelt, als mehrsprachige Kinder unabhängig von ihren Kenntnissen in der Landessprache Deutsch in Regelklassen beschult wurden und der Sprachunterricht so gestaltet werden musste, dass er für Minderheits- und Mehrheitskinder gleichermaßen ansprechend und sinnvoll war. Zudem galt es zu klären, wie man die von den Kindern mitgebrachten sprachlichen Kompetenzen in ihren verschiedenen Herkunftssprachen in den gemeinsamen Sprachunterricht einbeziehen konnte (vgl. dazu 1.3 in diesem Artikel).

## Theoretische Grundlagen

### Generative Grammatik und generative Texttheorie
Die Generative Transformationsgrammatik basiert auf der Beobachtung, dass Menschen auf der Basis einer begrenzten Zahl von Regeln und Satzbauplänen durch Substitutionen (Ersetzung einzelner Elemente bei gleichbleibender Satzstruktur) und Transformationen (Umformulierung bei gleichbleibender Bedeutung) unendlich viele Äußerungen „generieren“ können. Der Literaturwissenschaftler Jürgen Link greift Chomskys Ansatz in seiner „generativen Texttheorie“ auf: Sie „entstand aus folgender Überlegung: wenn es Chomsky gelang, die Produktionsregeln für Sätze natürlicher Sprachen … zu formulieren (und dadurch entsprechende Sätze simulierbar zu machen), dann ist es vielleicht nicht ausgeschlossen, auch für literarische Texte ein solches Produktionsregelsystem zu entwickeln“.
Die Fähigkeit, auf der Grundlage einer vorgegebenen auch den Hörern vertrauten poetischen Struktur aus dem „Stegreif“ einen eigenen Text zu erfinden, ist in allen Kulturen sehr verbreitet. In der Stegreifdichtung werden ohne Vorbereitung aus dem Augenblick heraus prägnante Kommentare zu aktuellen Ereignissen gedichtet, indem vorgegebene poetische Muster immer wieder abgewandelt werden. Diese weitgehend im Mündlichen entstandene und überlieferte Dichtung hat eine lange Tradition. Schon in der Skaldendichtung der Wikinger und im Minnesang haben sich rhythmisch-metrisch höchst komplexe Strophenformen entwickelt, die sprachübergreifend für verschiedene Inhalte genutzt wurden. In der heute weitgehend durch die Schriftkultur geprägten Literatur hat die Stegreifdichtung nur noch in folkloristischen Randbereichen überlebt, so in der im Alpenraum verbreiteten Kunst des Gstanzl-Singens. Kinder und Jugendliche haben bis heute die Fähigkeit bewahrt, Kinderlieder, Gedichte, Werbesprüche und andere mehr oder weniger poetische Vorgaben umzudichten.